# Cadw
Cadw (dal gallese, tenere) è un organismo del governo gallese che ha lo scopo di proteggere, conservare e promuovere il patrimonio architettonico del Galles.

## Competenze
Gran parte dei castelli importanti del Galles ed altri monumenti come palazzi episcopali, case storiche ed abbazie sono sotto la cura del Cadw, a cui non appartengono, ma che è responsabile della loro manutenzione e della loro accessibilità al pubblico. Cadw è anche responsabile della lista e della sicurezza degli edifici e siti storici.

## Organizzazione
L'organizzazione, il cui nome completo è Cadw: Welsh Historic Monuments, fu creata nel 1984; la sede è a Nantgarw, subito a nord di Cardiff. 
Dal 1998 le sue funzioni - che rientrano sotto la competenza amministrativa del governo locale - sono tra quelle devolute sotto il profilo legislativo all'Assemblea Nazionale per il Galles per quanto riguarda la conservazione del patrimonio architettonico storico. Nel 2010 Cadw gestiva un totale di 120 siti.